# 松川站 (韩国)
松川站（：／ Songcheon yeok */?）曾为韩国铁路全罗线上的一个车站，位于全罗北道全州市德津區松川洞，已于2011年废止。

## 历史
- 1981年5月25日，落成使用。
- 2011年5月9日，停止使用[1]。